# Durbania limbata
The Natal Rocksitter (Durbania limbata) là một loài bướm ngày thuộc họ Bướm xanh. Nó được tìm thấy ở grassland in KwaZulu-Natal midlands, đông bắc Orange Free State và tây nam Mpumalanga.
Sải cánh dài 22–27 mm đối với con đực và 24–33 mm đối với con cái. Con trưởng thành bay từ tháng 3 đến tháng 4. Có một lứa một năm.
Ấu trùng ăn Cyanobacteria species.